# Sistemul axiomatic Zermelo-Fraenkel
În teoria mulțimilor, sistemul axiomatic Zermelo–Fraenkel, numită după matematicienii Ernst Zermelo și Abraham Fraenkel, este un sistem axiomatic care a fost propus la începutul secolului al XX-lea pentru a formula o teorie a mulțimilor liberă de paradoxuri, cum ar fi paradoxul lui Russell. Astăzi, teoria mulțimilor Zermelo–Fraenkel, cu axioma alegerii din punct de vedere istoric controversată (AC), este fundamentarea standard a teoriei axiomatice a mulțimilor și ca atare este fundamentul cel mai comun al matematicii. Teoria mulțimilor Zermelo–Fraenkel, cu axioma alegerii inclusă este notată prescurtat ZFC, unde C înseamnă „choice” (în română alegere), iar ZF se referă la axiomele teoriei mulțimilor Zermelo–Fraenkel, fără axioma alegerii.   
Există multe formulări echivalente ale axiomelor din teoria mulțimilor Zermelo–Fraenkel. Majoritatea axiomelor afirmă existența unor mulțimi particulare definite pe baza altor mulțimi. De exemplu, axioma perechilor spune că: date fiind oricare două mulțimi {\displaystyle a} și {\displaystyle b} există o mulțime nouă {\displaystyle {a,b}} conținând exact {\displaystyle a} și {\displaystyle b} . Alte axiome descriu proprietățile apartenenței stabilite. Un obiectiv al axiomelor este ca fiecare axiomă să fie adevărată dacă este interpretată ca o afirmație despre colecția tuturor mulțimilor din Universul von Neumann (cunoscută și sub numele de ierarhia cumulativă).
Structura metamatematică a teoriei mulțimilor Zermelo–Fraenkel a fost studiată pe larg. Rezultatele de reper în acest domeniu au stabilit independența logică a axiomei alegerii față de axiomele ZFC rămase (a se vedea Independența de restul teoriei mulțimilor) și independența ipotezei continuumului față de ZFC. Coerența unei teorii precum ZFC nu poate fi dovedită în cadrul teoriei însăși, așa cum arată cea de-a doua teoremă a incompletitudinii a lui Gödel. 
Formal, ZFC este o teorie unică în logica de prim ordin. Semnătura are egalitate și o singură relație binară primitivă, apartenență la mulțime, care este notată de obicei {\displaystyle \in } . Formula {\displaystyle a\in b} înseamnă că mulțimea {\displaystyle a} este membră a mulțimii {\displaystyle b} (care este de asemenea citit, „{\displaystyle a} este un element al lui {\displaystyle b}” sau „{\displaystyle a} este în {\displaystyle b}”).

## Istorie
Studiul modern al teoriei mulțimilor a fost inițiat de Georg Cantor și Richard Dedekind în anii 1870. Totuși, descoperirea paradoxurilor în teoria naivă a mulțimilor⁠(d), cum ar fi paradoxul lui Russell, a dus la dorința unei forme mai riguroase a teoriei mulțimilor, care să nu ducă la aceste paradoxuri. 
În 1908, Ernst Zermelo propus prima teorie „naivă” a mulțimilor, teoria mulțimilor Zermelo. Totuși, așa cum a subliniat prima dată Abraham Fraenkel într-o scrisoare din 1921 către Zermelo, această teorie a fost incapabilă să demonstreze existența anumitor mulțimi și numere cardinale a căror existență a fost considerată de majoritatea teoreticienilor din epocă, în special numărul cardinal {\displaystyle \aleph _{\omega }}, iar mulțimea {\displaystyle \{Z_{0},{\mathcal {P}}(Z_{0}),{\mathcal {P}}({\mathcal {P}}(Z_{0})),{\mathcal {P}}({\mathcal {P}}({\mathcal {P}}(Z_{0}))),...\}}, unde {\displaystyle Z_{0}} este orice mulțime infinită și {\displaystyle {\mathcal {P}}} este operația mulțimii putere.  Mai mult, una dintre axiomele lui Zermelo a invocat un concept, cel al unei proprietăți „definite”, al cărei sens operațional nu era clar. În 1922, Fraenkel și Thoralf Skolem au propus în mod independent operaționalizarea unei proprietăți „definite” ca una care ar putea fi formulată ca o formulă bine formată într-o logică de prim ordin, ale cărei formule atomice erau limitate la statutul de membru și identitate. De asemenea, au propus în mod independent înlocuirea schemei de specificare cu axioma înlocuirii. Aplicând această schemă, precum și axioma regularității (propusă prima dată de John von Neumann), teoria mulțimilor Zermelo produce teoria notată ca ZF. Adăugarea la ZF fie a axiomei alegerii (AC), fie a unei afirmații echivalente cu ea, produce ZFC.